# Dalea reverchonii
Dalea reverchonii är en ärtväxtart som först beskrevs av Sereno Watson, och fick sitt nu gällande namn av Lloyd Herbert Shinners. Dalea reverchonii ingår i släktet Dalea, och familjen ärtväxter. Inga underarter finns listade i Catalogue of Life.